# زیلو
زیلو  نوعی زیرانداز و کف‌پوش دست‌بافت است که با نخ پنبه بافته می‌شود که به‌علت خنکی پنبه، مناسب مناطق کویری است و شباهت زیادی به گلیم دارد؛ با این تفاوت که گلیم از پشم بافته می‌شود. این زیرانداز در برخی مناطق ایران استفاده می‌شود. زیلو محصولی قدیمی و تاریخی‌ست که حتی ناصر خسرو در سفرنامه‌اش، به ۵۰۰ کارگاه بافت آن اشاره می‌کند.  استان یزد به ویژه شهر میبد از دیرباز به تولید این قالی ها معروف بوده  .

## تاریخچه
زیلو در بافت شباهت‌هایی با حصیر دارد . خاستگاه زیلو ایران پیش از اسلام است ، و از جمله مهم‌ترین هنرها و صنایع دستی ایران به‌شمار می‌رود. در متون گذشته از زیلو کمتر یاد شده و تنها جایی که سخنی از بنای مسجد بوده از زیلو به‌عنوان فرش نام برده‌اند  به یقین می‌توان گفت بافت زیلو قبل از اسلام رایج بوده، چرا که شواهد موجود نشان می‌دهد در قرون اولیهٔ اسلامی، زیلو جزو فرش‌های شناخته‌شده بوده و بافت آن در  ایران رواج داشته است؛ به‌ویژه از آن رو که زیلو کاربرد فراوانی در اماکن مذهبی داشته است و از طرفی می‌توان گفت نام آن با بنای مذهبی گره خورده بوده است همچنین زیلو یکی از زیراندازهایی است که در بیشتر مساجد با قدمت بالا یافت می شود.
میبد یکی از مراکز عمدهٔ زیلوبافی بوده است و تا چند سال پیش، صدها خانوار از محل درآمد آن امرارمعاش می‌کرده‌اند. هنوز درمیبد عده ای ازاین راه ارتزاق میکنند.اردکان نیز کارگاه‌ های خانگی زیلو بافی داشته است و هنوزم بعضی از آنها برپا است که میتوان به چنداستادماهر دراین زمینه اشاره کرد که ازآن میان به استادمحمد واستادعلی شجاع الدینی می‌توان نام برد. زیلو هرچند به‌ظاهر یک دستبافتهٔ نخی ساده است، اما از نظر فنون و تکنیک بافت آن بسیار غنی است  برخی از پژوهشگران فرقی بین زیلو و گلیم قائل نیستند ، در حالی که این دو دستبافته هم از نظر مواد خام مصرفی و هم از لحاظ نوع بافت، فرق زیادی با هم دارند. در زیلو تکنیک‌های بافندگی پیچیده‌ای به کار گرفته می‌شود که نظیر آن را نه‌تنها در گلیم، بلکه در کمتر دستبافتهٔ دیگری می‌بینیم. زیلو با زندگی جامعهٔ کشاورز و روستایی سازگاری دارد زیرا تار و پود آن از پنبه به دست می‌آید و گلیم با معیشت دامداری و شیوهٔ تولید عشایر متناسب است. مصالح گلیم بیشتر از پشم است و مناسب برای مناطق سردسیر و مصالح زیلو از نخ پنبه است و مناسب برای مناطق گرمسیر، به‌ویژه حاشیهٔ کویر. با این حال به نظر می‌رسد زیلو مرحلهٔ تکامل‌یافته‌تر گلیم‌بافی است (جانب اللهی، ۳۹۰). 
زیلوبافی درقدیم در بیشتر نقاط پنبه خیز ایران بافته می‌شده‌است مؤلف حدودالعالم می‌نویسد: از جهرم زیلو و مصلی نیکو خیزد و از سیستان زیلوها برکردار جهرمی (مجهول المؤلف، ۱۳۴) وی همچنین از ناحیت پارس و روستایی در آذرآبادگان نام می‌برد که درآن‌ها زیلو می‌بافته‌اند. در متون قدیمی کمتر به نام زیلو برمی‌خوریم فقط هرجا سخن از بنای مسجدی بوده‌است از زیلو به عنوان فرش آن نام برده شده‌است   دهخدا می‌نویسد: زیلو کلمه‌ای است اعم از قالی و غیر آن و از قول جمالزاده آورده‌است:  بین زیلو و پلاس و گلیم تفاوتی هست چه گلیم فرشی است نازک که بافت آن شبیه زیلو اما از پشم است و زیلو به نوعی خاص از فرش پنبه گفته می‌شود و از قول ناظم الاطباء می‌نویسد بهترین زیلو را دریزد می‌بافند،  (جانب اللهی، ۳۹۲–چه۳۹۳) زیلو مثل دشت‌های کویر ظاهری ساده اما درونی پرراز و رمز دارد چنین فرشی می‌تواند خنکای شن‌های کویر را در دل شب‌های تابستان به تن آدمیان گرما زده بنشاند و خستگی روز را از تنشان بزداید. شاید به این دلیل است که روستاها و شهرهای حاشیهٔ کویر از آن جمله میبد مرکز نشو و نمای آن است و در این میان میبد گوی سبقت را از همگان ربوده‌است زیرا شهرتش درصنعت بافندگی به قرن‌ها قبل می‌رسد وقتی در سال ۴۹۵ ق. یکی از بزرگان میبد به نام خطیرالملک که وزیر سلطان محمدبن ملکشاه بود (آربویل، ۲۵) از وزارت برکنار شد حریفان و رقیبان شعری به مضمون زیر درباره‌اش گفتند:
ای خر ترا به میبد نه نان بد و نه می‌بد عزلت خجسته می‌بد ای قلتبان جولاه (باستانی پاریزی، ۱۰۳) نسبت جولادادن به وزیرمیبدی نشانهٔ آن است که در آن زمان میبدی‌ها در بافندگی شهرت داشته‌اند تا سال‌های اخیر که میبد هنوز دارای ویژگی‌های یک جامعهٔ بسته و کشاورز خودکفا را داشت و مردم تقریباً همه نیازهای خود را که البته خیلی محدودتر از امروز بود با دست خود تهیه می‌کردند حتی پوشاک مردم از کرباس‌های دستبافت زنان تهیه می‌شد. مفرش آن‌ها پلاس و زیلوهایی بود که خود می‌بافتند. در چنین شرایطی زیلوبافی رونق فراوان داشت به‌طوری‌که اکثر مساجد و زیارتگاه‌های ایران با زیلوهای میبد مفروش بود. در یزد تا چند دههٔ پیش در جایی جز میبد زیلو بافته نمی‌شد. سایکس در سال ۱۸۹۴ م. (۱۲۷۳ ش) به یزد و میبد سفر کرده‌است می‌نویسد: در این زمان گلیم‌های قرمز بافت میبد از شهرت برخورداراست (سایکس، ۱۸۶) و مرادش از گلیم همین زیلو است زیرا گلیم بافی در میبد رایج نبوده‌است و گفتن گلیم به زیلو که اشتباه رایجی است از نظر مشابهت ظاهری این دو است، تشابه نقش‌های زیلو با جلوه‌های مادی و معنوی زندگی مردم میبد اعم از نوع مسکن، معیشت و اعتقادات و باورها گویای این نکته است که میبدی‌ها حداقل در شیوهٔ بافت آن دخل و تصرف زیادی کرده‌اند و نقشه‌های زیادی برآن افزوده‌اند. ولف اولین مرحلهٔ تکامل بافت را ابداع سه تارکش دانسته که بعدها به چهار یا بیشتر فزونی یافته‌است.  (جانب اللهی ،۳۹۳–۳۹۴)

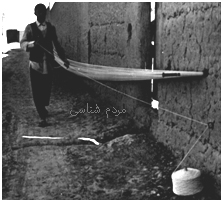
چله دوانی مرحلهٔ ابتدایی برای شروع زیلوبافی

دستگاه زیلو بافی. دستگاه یا دارزیلوبافی شبیه دار‌قالی بافی است که از اجزای زیر ساخته شده‌است:
۱- تیر دومیلهٔ مکعبی شکل از جنس چوب درخت توت است که به‌طور افقی به فاصلهٔ سه متری موازی یکدیگر روی دوستون چوبی به نام مستقر می‌شود. ضخامت تیر به نسبت عرض دستگاه متفاوت است؛ معمولاً تیر یک دستگاه سه متری حدود ۷۵ سانتی‌متر ضخامت دارد. تیر بالا مخصوص چله و تیر پایین مخصوص پیچیدن زیلو است. ۲- دوپایه یا دو ستون اصلی دار زیلوبافی است که عمود برزمین و به موازات یکدیگر به فاصله‌ای برابر باعرض تیرها نصب می‌شود آن مانند تیر از چوب درخت توت می‌سازند با این تفاوت که برای ساختن آن تنهٔ درختی را که خمیدگی مختصری دارد می‌برند و آن را عمودی از وسط دو نیم کرده و در دو سر آن برای جای تیر حفره‌هایی ایجاد می‌کنند سپس در جای خود کار می‌گذارند. خمیدگی آن برای این است که وقتی تیر هادر آن جای دادند تیر بالا کمی جلوتر از تیر پایین قرارگرفته و موجب می‌شود که بعد از چله کشی چله قدری مایل بایستد و بافنده که درحالت ایستاده کار می‌کند بر دستگاه مسلط باشد (جانب اللهی، ۳۹۶–۳۹۷)۳- تِنگ ،  میلهٔ چوبی قطوری است که نوک تیز آن را درحفره‌های دو سر تیر می‌کنند و آن را برای پیچیدن چله به دور تیر می‌چرخانند سپس برای محکم نگه داشتن چله تا جایی که ممکن است به عقب می‌کشند و با چوب دیگری به دیوار یا سقف کارگاه حایل می‌کنند .

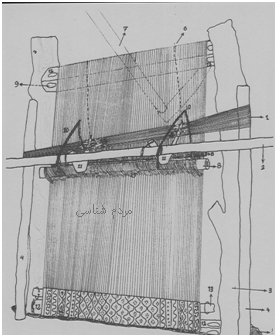
دستگاه زیلو بافیو

 به همان حال باقی می‌گذارند. هر دستگاه دو "تِنگ "دارد که یکی نگهدارندهٔ تیر بالاست و دیگری که کوچک‌تر است تیر پایین را با آن مهار می‌کنند ۴- پُش بند ‌، چوب یا میلهٔ آهنی بلندی است که دو سر آن دردیوار طرفین کارگاه تعبیه شده‌است این میله که درعرض "دار" قرار دارد یک وسیلهٔ نگه دارندهٔ "کمونه" و "کِلی"  است. ۵- شِمشَ   چوب "گُرت"  است که درعرض دستگاه به موازات یکدیگر قرار گرفته‌است و به‌طوری‌که بعد خواهیم گفت به کمک "کمونه" برای بافتن نقش زیلو به کار گرفته می‌شود. هر دستگاه یا دار زیلو دو عدد "شمشه" به نام شمشهٔ پایین و شمشهٔ بالا دارد. شمشهٔ پایین بزرگ‌تر از بالاست.
۶-کمونه چوبی کمانی است به عرض ۵ سانتیمتر و طول یک متر که در دو سر آن شیارهایی وجود دارد. کمونه را در پشت "پش بند" قرار داده؛ یک سر آن را با طناب به "شمشهٔ بالاً و سر دیگرش را به "شمشهٔ پایین" می‌بندند.
۷- کِلی  چوب دوشاخهٔ قلاب مانند است که طول یک شاخهٔ آن ۲۰ سانتیمتر و بلندی شاخهٔ دیگر دو برابر شاخهٔ اول است. کلی به وسیلهٔ دو رشته نخ ضخیم  از یک سو به "تیر بالاً و از سوی دیگر به "پش بند" بسته‌اند تا در حدفاصل "پش بند" و "شِلیت" قرار گیرد.
۸- شلیت یکی دیگر از متعلقات دار زیلو است. "شلیت" یک مجموعه از نخ تابیده شده‌ای است که آن را موازی هم در یک ردیف افقی به دو چوب که درطرفین دستگاه  عمود برزمین نصب شده‌است می‌بندند "شلیت" درحد فاصل و به موازات دستگاه و "پش بند" به نحوی قرار گرفته‌است که وقتی بافنده در پشت دستگاه می‌ایستد "شلیت " بالای سر و پشت گردن او قرار می‌گیرد. شلینت از چندین رشته نخ ترکیب شده که هر رشته از به هم تابیدن ۲۸ تا ۳۰ لایه نخ شمارهٔ ۵ تهیه می‌شود. این مجموعه را به ۱۲ دستهٔ کوچک‌تر ۵ یا ۶ رشته‌ای تقسیم می‌کنند و با نخی به هم می‌بندند هریک از این دسته‌ها نام و عملکرد مستقلی در بافت زیلو دارد. دو دسته از آن‌ها به نام "سفید جو"و "سیاه جو" و سه دسته به نام "میانج" مربوط به نقش حاشیه‌اند و هفت دستهٔ دیگر که "میانج" نام دارند در بافت نقش زمینه مورد استفاده است. تعداد "مَژ ها متناسب با نوع نقشه کم و زیاد می‌شوند هرچه نقش پیچیده‌تر باشد برتعداد "مژ" افزوده می‌شود در زیلوهای معمولی و ساده که برای استفاده در خانه‌ها می‌بافند از شلیت هفت مژ استفاده می‌کنند اما در زیلوهایی که حاشیه‌نویسی دارند و برای مساجد وامام زاده‌ها می‌بافند ۱۳ "مژ" دارد (همان ۳۹۷–۳۹۸) به‌طوری‌که از شیوهٔ نام‌گذاری مژها استنباط می‌شود زیلو دراصل سه مژ به اسامی مژ بالا، مژ میون و مژ پایین داشته‌است به تدریج که بافت زیلو به مرحلهٔ پیشرفته تری رسیده‌است بر تعداد مژ افزوده‌اند اما چون نتوانسته‌اند نام جدیدی برای آن بیابند مژهای اضافه شده را درقیاس با سه مژ اولیه نام‌گذاری کرده‌اند این نام‌گذاری از جایی که بیشتر دردسترس بافنده است یعنی از قسمت پایین آغاز شده و به ترتیب زیر است: ۱- سفیدجو ۲- سیاه جو ۳- مژ پایین ۴- برمژ پایین ۵- برمژ میون پایین ۶- مژ میون ۷- بَرمژ میون بالا ۸-بر مژ بالا ۹-مژ بالا ۱۰-میانج پایین ۱۱- میانج میون ۱۲- میانج بالا.
هریک از اجزای "شلیت" را که مرکب از چند نخ است با نخ‌های ضخیم دیگری به نام "گرت"  به تارهای چله می‌بندند دو چوب که در طرفین است و "شلیت" به آن بسته می‌شود "چوشلیت" نام دارد که با چوب دیگری به نام "دانش پش بند" به دیوار محکم می‌شود.

## راه اندازی نخستین کارگاه زیلو در میبد
آقای سعید اشتری در سال ۸۶ توانست اولین کارگاه آموزش و تولید زیلو را راه اندازی نماید. کارگاه در تاریخ ۱۳۸۶/۲/۱۳ پس از سال‌ها تلاش و کوشش رسماً افتتاح شد. هدف از تأسیس کارگاه زیلو نگاره حفظ و احیای هنر صنعت زیلو می‌باشد لذا در راستای این هدف کارهای بزرگی صورت گرفت از جمله کمک و ارائه اطلاعات لازم به ریاست وقت جهاد دانشگاهی مهندس میبدی برای راه اندازی خانه زیلو که خدا را شکر راه اندازی و در زمینه آموزش فعالیت دارد. زیلو نگاره میبد اولین کارگاه آموزش و تولید زیلو در جهان می‌باشد که در سال ۱۳۸۶ رسما کار خود را آغاز و در این مدت توانسته فعالیت‌های زیر را انجام دهد. ۱: آموزش بیش از ۲۰۰ نفر کارآموز ۲: فراهم کردن استاندار زیلو با همکاری فنی حرفه‌ای کشور و میبد
۳: انتقال زیلو از قشر برادران به خواهران ۴: تهیه نقشه بافت زیلو برای اولین بار ۵: کاربری جدید به زیلو مثل روکش صندلی ماشین، تابلو زیلو و…جهت آشنایی بیشتر با این این کارگاه زیلوبافی و فعالیت‌های آن می‌توانید به سایت این کارگاه یا کانال تلگرامی زیلو نگاره میبد مراجعه فرمایید که در گوگل می‌توانید کلمات کارگاه زیلو نگاره میبد را جستجو فرمایید. دراردکان برادران سلطانی تولید زیلو با استفاده از ماشین آلات مدرن را پیگیری وبه ثمر رساندند. ضمنا پژوهشگر برجسته صنایع دستی ایران از کشورژاپن، آقای یوشیدا یوسکه، تحقیقات زیادی در این باره انجام داده است.

## مراحل تولید زیلو
- یک مواد اولیه نخ پنبه که به عنوان ماده اولیه زیلوست، در گذشته به کمک چرخهای نخ ریسی در محل تولید می‌شده، پنبه را بعد از ریسیدن به کلاف تبدیل و برای تار و پود زیلو بکار می‌برند. این نخ در اصطلاح محلی هری شلیط یا نخ رسمی نام دارد، زیلویی که با نخ رسمی بافته میشد، دارای استحکام بالایی بود و ظرافت آن به کیفیت مرحلهٔ نخ ریسی و دقت در بافت بستگی داشت.[۷]
- دو رنگ زیلو بر خلاف سایر فرشهای تولید شده در ایران از تنوع رنگ کمی برخوردار است، رنگ‌های بکار رفته در زیلو مانند سایر مواد آن در منطقه تهیه می‌شده. ماده اولیهٔ رنگ‌ها عموماً روناس برای رنگ‌های قرمز، نیل برای رنگ‌های طیف آبی و پوست گردو برای رنگ‌های طیف قهوه‌ای بوده‌است. این رنگ‌ها که منشأ گیاهی داشتند ثابت بوده و در مقابل شستشو و نور خورشید مقاومت بسیاری دارند.[۸]
- سه چله کشی (چله دوانی) چله کشی زیلو مانند قالی و گلیم انجام می‌شود اما تعداد چله‌های زیلو در واحد سطح به دو برابر تعداد چله‌های گلیم می‌رسد. تفاوت زیلو و گلیم تنها در افزایش تعداد چله‌های آن نیست، بلکه اولاً زیلو دارای نقشی است که این نقش از طریق پودهای رنگین در آن بافته می‌شود، دوماً زیلو دورو بافته می‌شود و هر روی آن می‌تواند نقشی جداگانه داشته باشد.[۹]

## مراحل بافت فنی زیلو
در بافت زیلو برای در هم تنیدن تار و پود از فن کلی و کمونه بهره می‌گیرند، تقسیم شلیت به اجزای مختلف و سپس  گرت بندی آن برای تحقق چنین امری است ولی تا رسیدن به مرحلهٔ بافت سه کار دیگر باید انجام شود:
- یک انتخاب شلیت
- دو پود کشی
- سه نقش پردازی و ترتیب بافت

## نخ‌های مورد استفاده در زیلو
- یک وجال که تونه را واریز می‌کند، نظم می‌بخشد و به ترتیب می‌چیند.
- دو زهی سر کاری نازک بوده چون ضربه‌ای نمی‌بیند.
- سه زهی گرت ساده که محکم تر و ضخیم‌تر است.[۸]

## دسته‌بندی زیلوها از نظر کاربرد و رنگ
- یک) زیلوهایی که با رنگ آبی و سفید بافته می‌شود و مخصوص مساجد و اماکن متبرکه است.
- دو) زیلوهای جوهری که با رنگ آبی و گلی بافته می‌شود و برای مصارف خانگی کاربرد داشته و ارزان قیمت بوده.
- سه) زیلوهای نفتال که با رنگ سبز و گلی بافته می‌شود و مرغوبترین نوع زیلوست.[۹]

## شهر زیلوی جهانی
- پس از تأیید رؤسای قاره‌ها و بعد از رأی‌گیری پایانی شورای جهانی صنایع دستی مستقر در کشور انگلستان، ثبت جهانی این هنر تأیید شد زیلوی میبد با نظر مثبت شورای جهانی صنایع دستی و با تأیید روسای قاره‌ها به ثبت جهانی رسید.[۱۱]